# Язловецький парк
Язлове́цький парк — парк-пам'ятка садово-паркового мистецтва місцевого значення в Україні. Розташований у селі Язловець Чортківського району Тернопільської області. 
Площа 7,5 га. Статус присвоєно згідно з рішенням Тернопільської обласної ради від 15.10.2015 року № 2013. Перебуває у віданні: Язловецька сільська рада (0.7 га), Язловецький обласний протитуберкульозний санаторій (6.82 га). 
Статус присвоєно для збереження стародавнього парку, остаточно сформованого в XIX ст. На території парку розташований Язловецький замок, Язловецький палац та кілька релігійних об'єктів.